# رودخانه پاشا
رودخانه پاشا (به انگلیسی: Pasha River) رودخانه‌ای است که در روسیه جریان دارد.